# S.L. 66 (higo)
S.L. 66 es un cultivar de higuera de tipo higo común Ficus carica, unífera es decir con una sola cosecha por temporada, los higos de verano-otoño, de higos de epidermis con color de fondo verde, con sobre color morado, con lenticelas escasas de tamaño pequeño y color rosado. Está cultivada en el Camp de Tarragona, y en Tortosa en Cataluña.

## Sinonimia
- „sin sinónimos“,[4][5][6][7]

## Historia
La variedad 'S.L. 66' es una higuera oriunda de Cataluña, que se está estudiando para la mejora de su cultivo y de sus características en el « Escuela Agrária de Mas Bové » en Constantí, Provincia de Tarragona, perteneciente al IRTA.

## Características
La higuera 'S.L. 66' es una variedad unífera de tipo higo común. Árbol de tamaño mediano vigoroso. Las hojas son gruesas y de color verde oscuro. Con hojas de 3 lóbulos que son las mayoritarias, y menos de 5 lóbulos, algunas de 1 solo lóbulo. 'S.L. 66' es una variedad productiva de un rendimiento bueno de higos de otoño.
Los higos 'S.L. 66' son frutos globosos, que presentan frutos simétricos, de un tamaño grande con un peso promedio de 45 gramos, de epidermis de color de fondo verde, con sobre color morado, con lenticelas escasas de tamaño pequeño y color rosado, pedúnculo muy corto de color verde oscuro, escamas pedunculares verde claro. Son de consistencia firme, con pulpa de color rosado oscuro, sabor dulce y buenas cualidades organolépticas para su consumo en fresco. Son de un inicio de maduración desde el 16 de agosto hasta el 27 de septiembre, y de rendimiento alto.

## Cultivo y usos
'S.L. 66', es una variedad de higo que además de su uso en alimentación humana también se ha cultivado en el Camp de Tarragona tradicionalmente para alimentación del ganado porcino.
Los higos tienen buenas cualidades organolépticas para comerlos como frescos. Higo bueno para hacer mermeladas y como acompañante en diversos guisos y preparados culinarios.